# میکی کینگ
میکی کینگ (انگلیسی: Micki King؛ زادهٔ ۲۶ ژوئیهٔ ۱۹۴۴) شیرجه‌رو اهل ایالات متحده آمریکا بود.
وی در مسابقات کشوری و بین‌المللی در مجموع برندهٔ ۱ مدال طلا، ۲ مدال نقره شده‌است.